# 平松建治
平松 建治（ひらまつ　けんじ) は、日本の作曲家、編曲家、マニピュレーター、キーボーディスト。
大阪府茨木市出身。ゲーム、CM、映像音楽を主として活動する。

## 来歴
音楽好きな両親の影響で音楽に親しみ7歳よりピアノを、11歳よりギターを始める。12歳頃からPCでのプログラミングや作曲(打ち込み)を始め、高校一年の時にシンセサイザーを購入したのをきっかけに、音楽にのめり込みバンド活動も行う。
高校卒業後、音楽の専門学校へ行くため上京。在学中よりさまざまなアーティストのサポートキーボーディストとして活躍。並行してシンセプログラミング、サウンドマニピュレートなども務める。

## 人物
作曲編曲においては、デジタル機器を駆使したサウンドデザインと、ハートフルでキャッチーなメロディーに定評がある。また、キーボード以外にもギターやベースなど幅広く演奏し、各楽器への造詣も深い。自身のユニット解散後、近年はゲームやCM、映像音楽の分野で活躍中。 

## 作品

### ゲーム
- 爆ボンバーマン2 （NINTENDO 64、ハドソン）作曲/編曲、1999年
- ドンキーコンガ 2（ニンテンドー ゲームキューブ、任天堂/ナムコ）北米版、欧州版 編曲/シンセプログラミング、2004年
- エミル クロニクル オンライン（オンラインゲーム、ガンホー）作曲/編曲、2005年
- Xenoblade ゼノブレイド（Wii、任天堂/モノリスソフト）作曲/編曲 (ACE+ 名義)、2010年
- Xenoblade ゼノブレイド（Newニンテンドー3DS、任天堂/モノリスソフト）作曲/編曲 (ACE+ 名義)、2015年
- Xenoblade ゼノブレイド2（Nintendo Switch、任天堂/モノリスソフト）作曲/編曲、2017年
- FINAL FANTASY XV 〜EPISODE ARDYN〜（PlayStation 4、Xbox One、PC、スクウェア・エニックス）作曲/編曲、2019年
- Xenoblade ゼノブレイド DE（Nintendo Switch、任天堂/モノリスソフト）作曲/編曲、2020年
- Xenoblade ゼノブレイド3（Nintendo Switch、任天堂/モノリスソフト）作曲/編曲、2022年
- 信長の野望 覇道（iOS/Android、Steam、コーエーテクモゲームス）作曲/編曲、2022年
- シン・クロニクル　１周年ストーリー「Answer〜選択の彼方に〜」（iOS/Andoroid、セガ）

### TV & アニメ
- 聖闘士星矢Ω 主題歌「ペガサス幻想 ver.Ω」（MAKE-UP feat.中川翔子）編曲、2012年
- NHK BS1「古田敦也のスポーツ・トライアングル」OP&ED（Yucca） 作曲/編曲、2012年
- スーパー戦隊シリーズ「獣電戦隊キョウリュウジャー」挿入歌/キャラクターソング編曲、2013年
- スーパー戦隊シリーズ「烈車戦隊トッキュウジャー」挿入歌/キャラクターソング編曲、2013年
- アニメ＜Infinite Dendrogram＞-インフィニット・デンドログラム- 劇伴 作曲/編曲、2020年

### その他
- 羽生結弦アイスショー全国ツアー　Yuzuru Hanyu ICE STORY 3rd -Echoes of Life TOUR-「First Pulse」作曲、２０２４年